# چارلز میر (بوکسور)
چارلز میر (انگلیسی: Charles Mayer) بوکسور اهل ایالات متحده آمریکا بود.